# Cutin

Quá trình tổng hợp cutin và lignin.

Cutin (từ tiếng Latin cuta, "da") là một polyme sinh học lipid bao phủ tất cả các cơ quan trên không của thực vật có phôi. Axit béo hydroxylated và glycerol polyester (loại C16 hoặc C18, với 16 hoặc 18 nguyên tử cacbon) có nhiều chức năng cho cây trồng (đề kháng với điều kiện, bảo vệ phát triển, bảo quản, biến đổi). Kết hợp với sáp (hỗn hợp các chất béo lipid khác nhau, este, axit béo, vv), nó tạo thành lớp biểu bì.

## Thành phần và vai trò
Cutin là các polyme tái sinh không hòa tan và tính chất hóa học và sinh học do cấu trúc đại phân tử của chúng.
Họ các cutin C16 chủ yếu là 16-hydroxypalmitate và 9,16 hoặc 10,16-dihydroxypalmitates. Lượng cutin C18 chủ yếu được biểu diễn bằng 18-hydroxyoleate, 9,10-epoxy-18-hydroxystearate và 9,10,18-trihydroxystearate. Thành phần hoặc tỷ lệ giữa C16 và C18 của cutin thay đổi tùy theo loài được xem xét, cơ quan hoặc giai đoạn phát triển. 
Bản chất lipid của nó mang lại tính chất kỵ nước, do đó ngăn chặn tổn thất do thoát hơi nước cũng như các lối vào không kiểm soát được, sau đó được điều chỉnh ở mức khí khổng.
Cutin có thể được nhuộm màu với thuốc nhuộm lipid như Sudan.

## Thư viện
- Tổng quan về một chiếc lá với mặt cắt của nó.
- Các lớp khác nhau của lớp biểu bì